# Calyptranthes rhodophylla
Calyptranthes rhodophylla är en myrtenväxtart som beskrevs av Erik Leonard Ekman och Ignatz Urban. Calyptranthes rhodophylla ingår i släktet Calyptranthes och familjen myrtenväxter. Inga underarter finns listade i Catalogue of Life.